# Leucemia acuta
Le leucemie acute sono un gruppo di malattie rare del sistema ematopoietico. Sono caratterizzate da una proliferazione abnorme e incontrollata di globuli bianchi immaturi e da un decorso breve con una bassa sopravvivenza.
Sono classificate in:
- Leucemie linfoidi acute
- Leucemie mieloidi acute

Anche la fase terminale o crisi blastica della leucemia mieloide cronica è una forma di leucemia acuta
| Tipologia                    | Incidenza  | Terapia                                 | Sopravvivenza a 2 anni | Sopravvivenza a 5 anni | Fascia d'età |  |
| Leucemia linfoblastica acuta | <1:100.000 | Chemioterpia, TMO, terapie sperimentali | 0-55%                  | 0-35%                  | Tutte        |  |
| Leucemia mieloide acuta      | 4:100.000  | Chemioterapia, TMO                      | 20-50%                 | 20-45%                 | Tutte        |  |